# Conjunto Histórico Artístico de Avilés
El casco antiguo de la ciudad española de Avilés fue declarado Conjunto Histórico-Artístico el 27 de mayo de 1955. En la villa se encuentran bastantes obras importantes de carácter tanto religioso como civil, calles como Galiana, Rivero, La Ferrería o San Francisco atestiguan su milenaria historia con magníficos edificios y característicos soportales.
Catalogado como el segundo mejor casco antiguo de Asturias tras el de Oviedo,[cita requerida] el conjunto está compuesto además de las calles mencionadas anteriormente por varias edificaciones entre las que destacan la antigua muralla de la ciudad, hoy desaparecida; la plaza de España situada frente al Ayuntamiento de la villa, las calles de Pedro Solís y Palacio Valdés, la plaza del Carbayo y la Antigua cárcel de Avilés. 
Resultan de interés el Palacio de Valdecarzana conocido por ser el único vestigio de la arquitectura medieval en la villa, la casa de Carreño (c/ Pinar de Río), el palacio de Camposagrado, la casa de Pedro Menéndez de Avilés (c/ San Bernardo), el Palacio de Ferrera, la fuente de los Caños de San Francisco, la Capilla de los Alas, la iglesia de San Francisco, la iglesia de San Nicolás de Bari, la iglesia de Sabugo, la capilla de Galiana, el Palacio de Balsera, el Palacio de Llano Ponte y los Canapés. Posteriormente se ha declarado Conjunto Histórico el 27 de enero de 1993 las siguientes zonas: La Plaza del Mercado (o de los Hermanos Orbón), un conjunto modernista compuesto por la plaza de las Aceñas y el edificio del mercado y delimitado por la calle Rui Pérez, al Norte; la plaza de Pedro Menéndez, al Este; la calle de la Muralla, al Sur, y la calle de la Cámara, al oeste.
Entre sus obras arquitectónicas religiosas destacaremos: la parroquia de San Nicolás, la de Santa María Magdalena de Corros, la iglesia de Sabugo o la de Santo Tomas de Cantorbery.
Entre sus obras civiles varios palacios: el de Valdecarzana del siglo XV, conocido como casa de Baragaña, el de Camposagrado, el de Ferrera y la casa de Rodrigo García-Pumarino, más conocido por palacio de Llano Ponte, estos de los siglos XVII y XVIII. Del siglo XVIII son también el ayuntamiento, la plaza Mayor, los Caños de San Francisco, el teatro Palacio Valdés, y el palacio de Balsera.

## Galería fotográfica

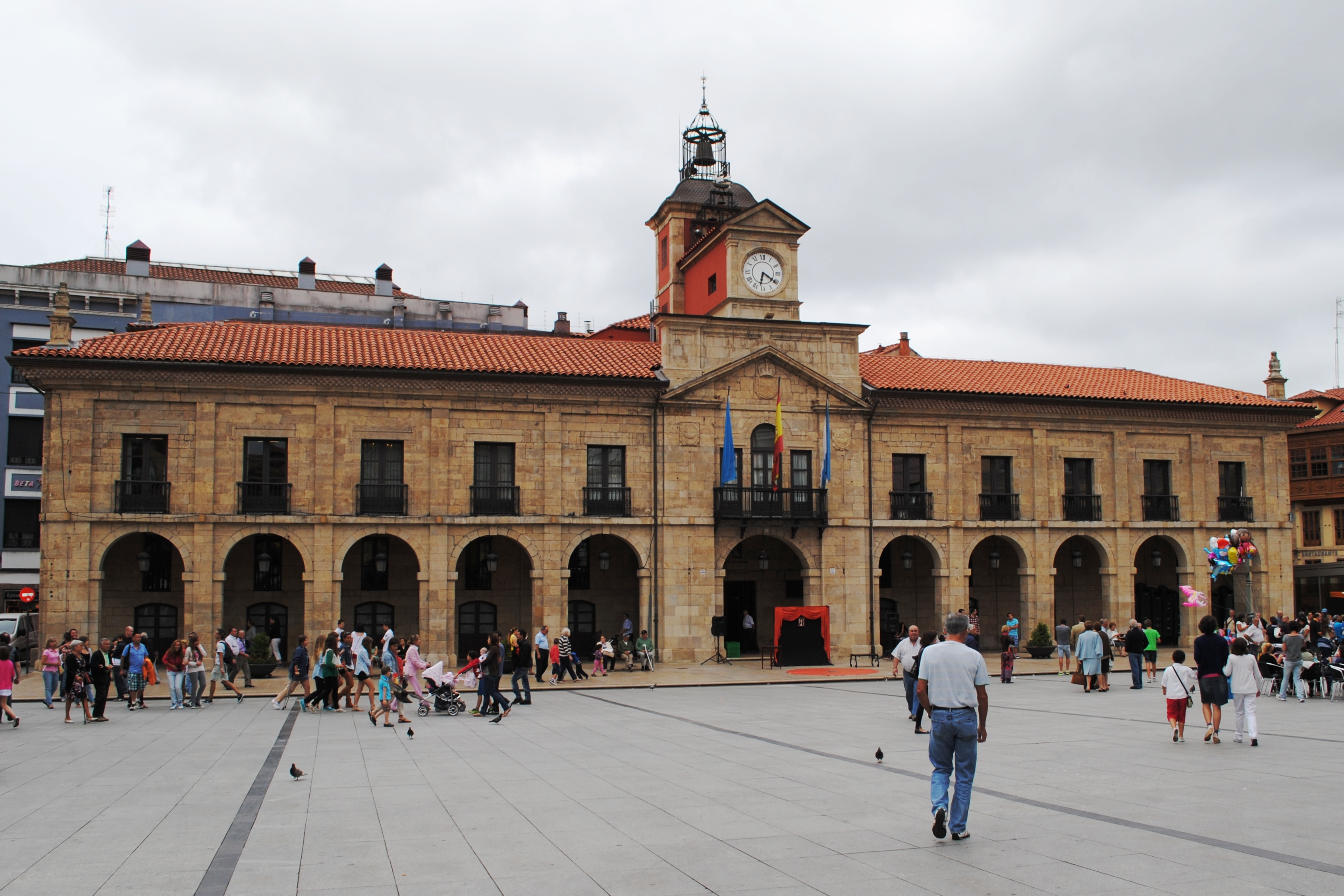
Ayuntamiento de Avilés
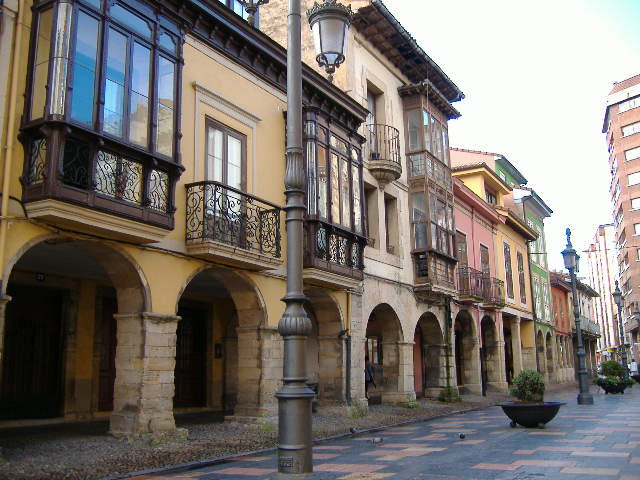
Calle Galiana (Avilés)
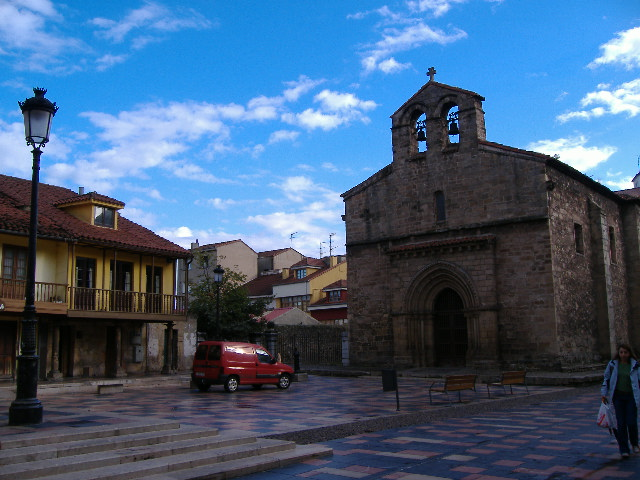
Santo Tomas de Canterbury, en la plaza del Carbayo (Avilés)
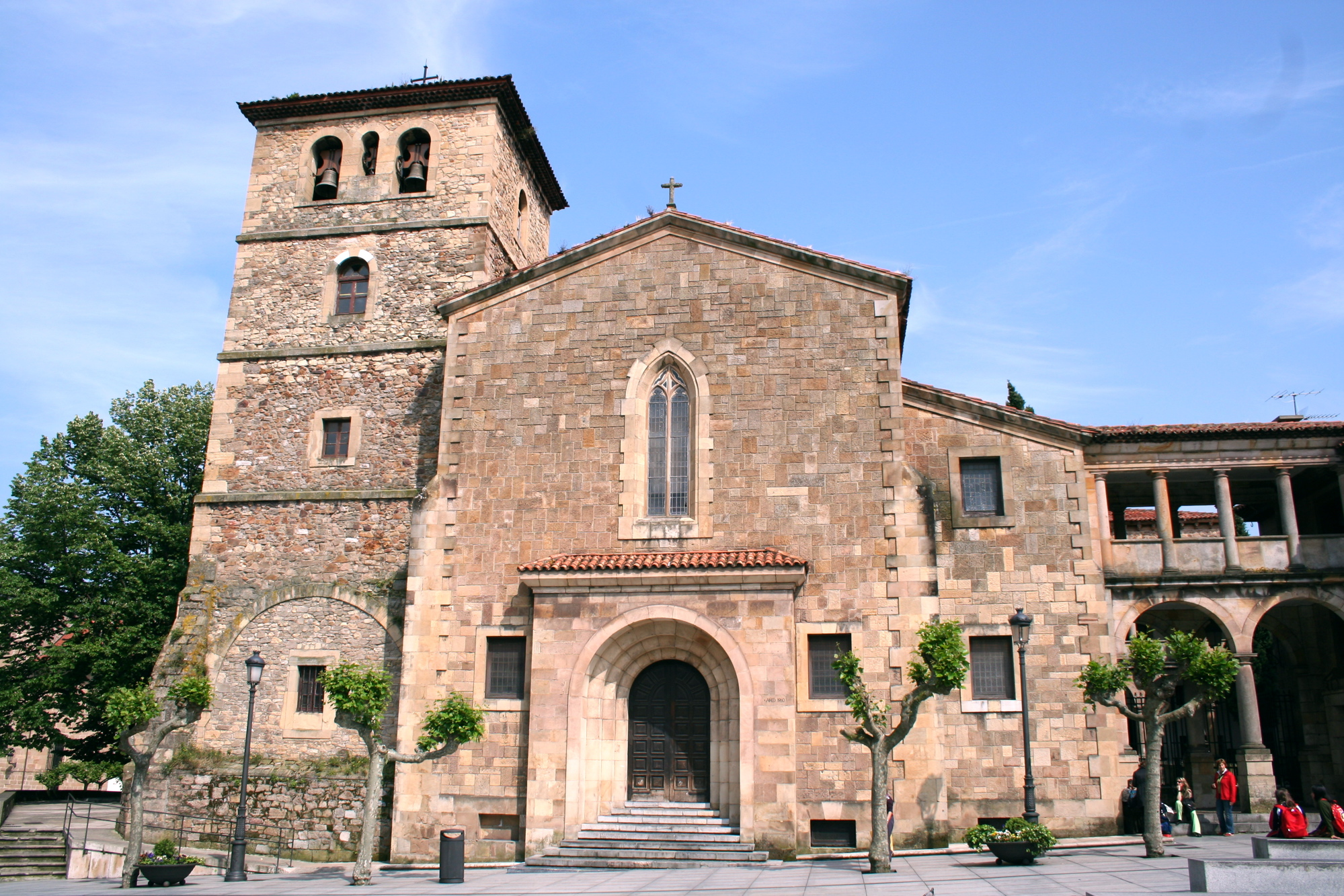
Iglesia de San Nicolás de Bari, antigua iglesia de San Francisco
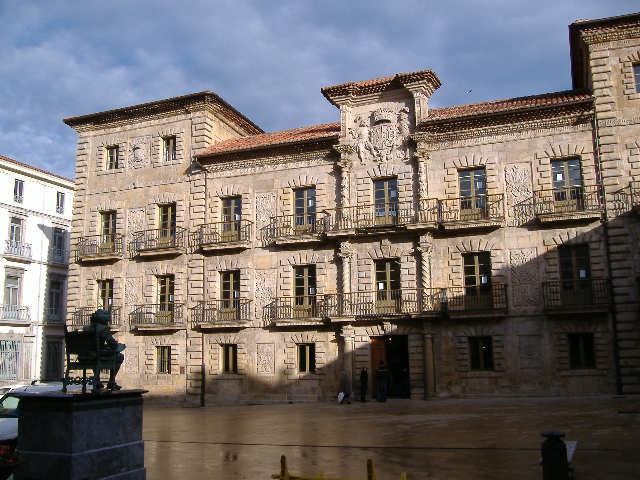
Palacio de Camposagrado
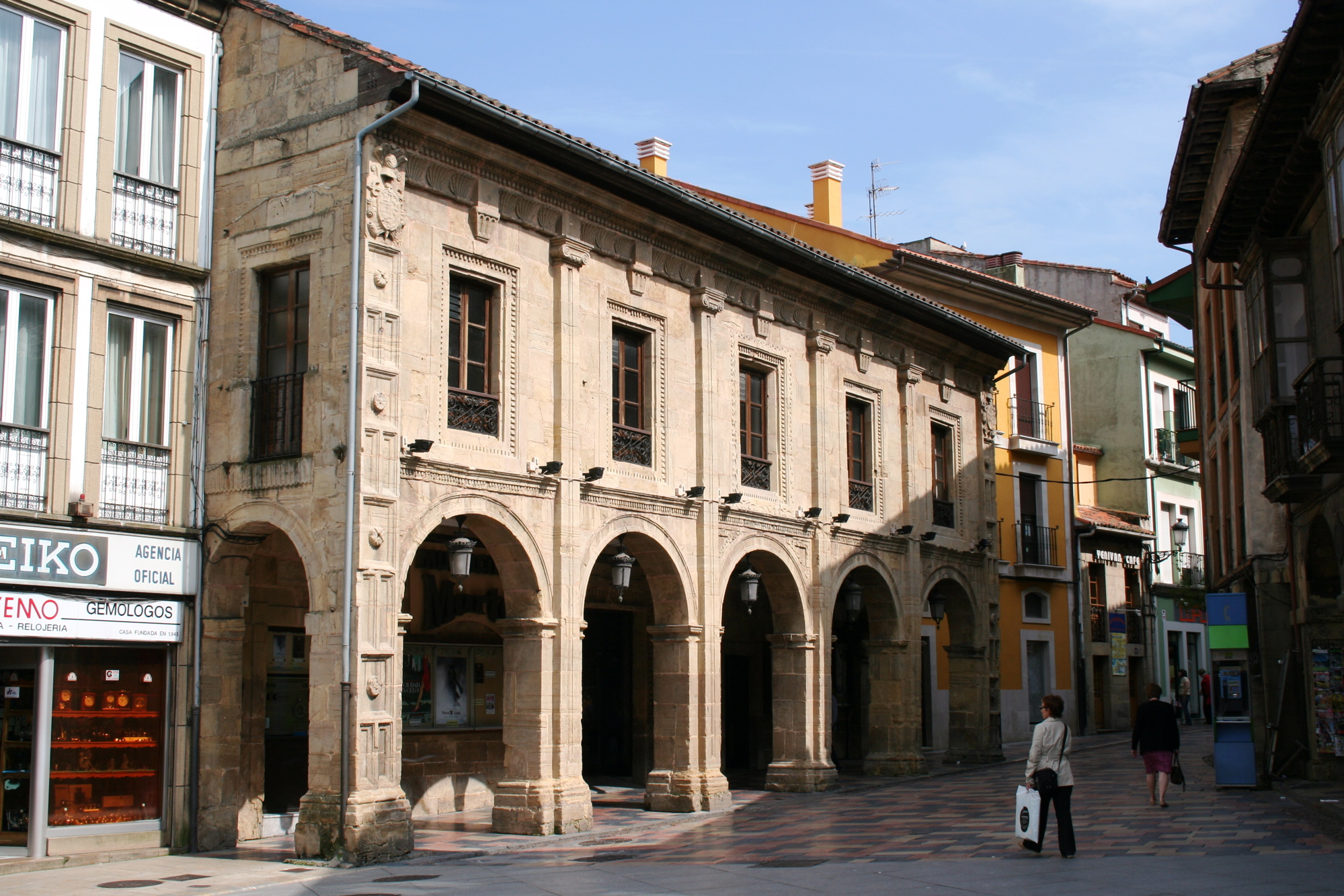
Palacio de Llano Ponte
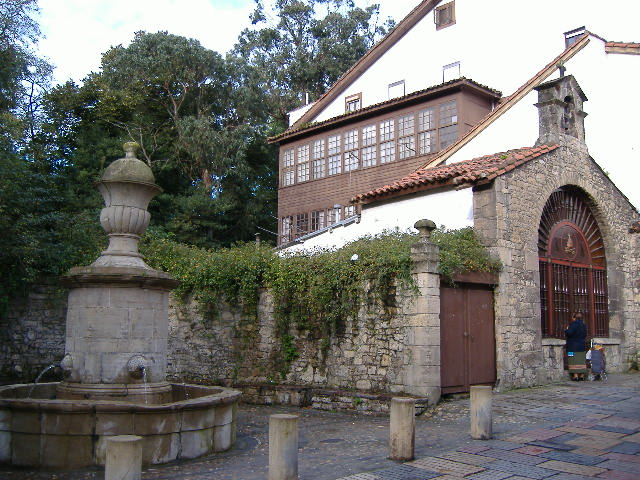
Fuente y Capilla de Rivero
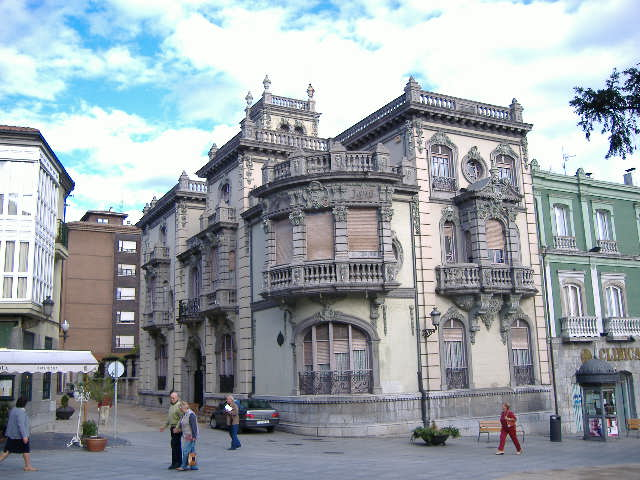
Palacio de Balsera

- Wikimedia Commons alberga una categoría multimedia sobre Conjunto Histórico Artístico de Avilés.